# Hívatlan vendég
A Hívatlan vendég (eredeti cím: The Uninvited) 2009-ben bemutatott német-kanadai-amerikai lélektani-horrorfilm, amely a 2003-ban készült dél-koreai horror, a Két nővér feldolgozása. A főszerepben Emily Browning, David Strathairn, Elizabeth Banks és Arielle Kebbel látható. 
A film általánosságban vegyes véleményeket kapott a kritikusoktól.

## Történet
|  | Alább a cselekmény részletei következnek! |

Anna Rydell (Emily Browning) tíz hónapot töltött pszichiátriai intézetben, miután öngyilkos akart lenni az ő halálos beteg édesanyja miatt, aki a csónakházban égett. Nem emlékszik a múltra, hogy hogyan próbálta megmenteni, de gyakran szenved összefüggő rémálmokkal. Amikor pakolja össze a cuccait, meglepődik az egyik ott tartózkodó betegen, aki folyamatosan beszél hozzá a szobájából. Nem sokkal később elhagyja az intézményt az érte érkező édesapjával, Stevennel (David Strathairn), aki sikeres író. Az új könyvét lányainak, Annának és Alexnak dedikálta.
Otthon Anna ismét találkozik, Alexel (Arielle Kebbel), akivel nagyon közeli kapcsolatban áll, mint testvér és legjobb barátnő. A nővérek nem tudják elviselni Steven új barátnőjét, Rachelt (Elizabeth Banks), aki egyben a mostohaanyjuk is. Az egyik éjjelen Alex leszidja Stevent, amiért Rachellel együtt aludt, mialatt az édesanyjuk még élt és betegeskedett az ágyában. Steven nem válaszol rá semmit. Anna elmagyarázza Alexnek, hogy az álmai kezdenek a valóságban is lejátszódni. Lassan mindketten meggyőződnek arról, hogy ezek igazából hallucinációk és egyben üzenetek a halott anyától. Az üzenetek azt sugallják, hogy Rachel a gyilkos.
Anna összefut régi barátjával, Mattel (Jesse Moss), aki elmondja, hogy mindent látott a tűz éjszakáján. Titokban azt tervezik, hogy találkoznak még az nap este, de Matt valamiért nem jelenik meg, ezért Anna hazasétál. A szobájában, Anna arra ébred, hogy bemászik az ablakon és elmondja hogy tudja az igazságot, emellett figyelmeztette az édesanyját. Matt teste hirtelen elgörbül és a gerince eltörik. Anna félelmében kimenekül a szobából, de mire újra kinyitja az ajtót, ő már sehol sincs. Másnap reggel, Matt holttestét kihúzza a vízből az állami rendőrség. Annának elmondják hogy megfulladt és a gerince kettétört, amikor ráesett egy farönkre.
A nővérek semmilyen felvételt nem találnak Rachelről az Állami Ápolási Egyesület oldalán. Úgy vélik, hogy ő valójában Mildred Kemp, a dada, aki megölt három gyereket. Úgy döntenek a lányok, hogy megpróbálják összegyűjteni az összes bizonyítékot Rachelről, hogy megmutassák a rendőrségnek, de Rachel elkapja, és megnyugtatja őket. Annának sikerül megszöknie és gyorsan elmegy a helyi rendőrségre, ahol nem hisznek neki. Az egyik tiszt felhívja Rachelt. Elmegy az őrsre és nyugtatót ad be neki, majd hazaviszi.
Amint Rachel lefekteti Annát az ágyra, látja Alexet késsel az ajtóban állni. Azt mutatja neki, hogy maradjon csendben, de ekkor elájul. Amire felébred, Alex már megölte Rachelt és a testét beledobta a kukába. Megkönnyebbülten a lányok egymást vigasztalják. Az apjuk megérkezik, és elborzad a látványtól. Anna fogja nővére kezét és kifejti, hogy Alex megmentette az életét, mivel Rachel meg akarta ölni. Steven döbbenten néz, és elmondja hogy Alex meghalt a tűzben az édesanyjukkal együtt. Anna lenéz, de nem látja hogy fogná nővére kezét, csak a vér áztatta kést, amellyel meggyilkolta Rachelt.
Anna végül mindenre emlékszik, ami a tűz éjszakáján történt. Miután rajtakapta az apját Rachellel szeretkezni, dühösen a csónakházban teletöltött egy üres tartályt benzinnel. A házhoz akarta elvinni, avval a szándékkal, hogy felégesse őket, de a csöpögő benzin lángra kapott egy leeső gyertya végett. A keletkező robbanásban az édesanyja és Alex életüket vesztették. Visszaemlékezve kiderül, hogy Anna végig hallucinálta nővére jelenlétét, amióta elhagyta az intézményt. Emlékszik Mattre, aki a tervezett találkozón nem volt ott, mivel lelökte a szikláról, a gerince pedig eltört és meghalt. Rájön, hogy Rachelt is ő ölte meg.
A rendőrség letartóztatja Annát a gyilkosságok elkövetéséért. Amikor Stevent megkérdezik, miért változtatta meg Rachel a vezeték nevét, azt felei, hogy még évekkel ezelőtt bántalmazta a barátja. Steven szótlan marad, amikor kiderül, hogy Anna kitalálta Mildred történetét.
Az intézetben Annát üdvözli a korábban megismert beteg, akinek az ajtaján szereplő névtábláról kiderül, hogy ő maga "Mildred Kemp".
|  | Itt a vége a cselekmény részletezésének! |

## Szereplők
| Szerep         | Színész          | Magyar hang     |
| -------------- | ---------------- | --------------- |
| Anna Rydell    | Emily Browning   | Csifó Dorina    |
| Alex Rydell    | Arielle Kebbel   | Lamboni Anna    |
| Steven Rydell  | David Strathairn | Rosta Sándor    |
| Rachel Summers | Elizabeth Banks  | Pikali Gerda    |
| Matt           | Jesse Moss       | Szabó Máté      |
| Anya           | Maya Massar      | N/A             |
| Dr. Silberling | Dean Paul Gibson | Tóth Zoltán     |
| Emery seriff   | Kevin McNulty    | Orosz István    |
| Mr. Henson     | Don S. Davis     | Papucsek Vilmos |
| Mildred Kemp   | Heather Doerksen | Wágner Judit    |
| Iris Wright    | Lex Burnham      | Nem szólal meg  |
| Samuel Wright  | Danny Bristol    | Nem szólal meg  |
| David Wright   | Matthew Bristol  | Nem szólal meg  |